# Muchatlahalli, Gauribidanur
Muchatlahalli là một làng thuộc tehsil Gauribidanur, huyện Chikkaballapur, bang Karnataka, Ấn Độ.